# Andrea Merenzon
Andrea Merenzon (* 7. April 1963) ist eine argentinische Fagottistin.
Merenzon trat als Solistin in Lateinamerika, den USA, Kanada, Frankreich und der Türkei auf und arbeitete mit zahlreichen lateinamerikanischen Orchestern, der Paris Sinfonietta, dem Orchestre de Chambre de Toulouse, dem Orchester von Adana, dem Orquesta Nacional Brasilera, dem Kammerorchester von Radio Bukarest und der US Army Symphony zusammen. Sie profilierte sich besonders als Interpretin lateinamerikanischer Musik. In Paris spielte sie die Erstaufführungen der Fagottkonzerte von Julio Pardo, Augusto Rattenbach, Roque de Pedro, Astor Piazzolla/Gabriel Senanes und Alonso Crespo.
Seit 1987 ist sie Mitglied des Bläserquintetts Numen und des Argos Wind Quartet; sie war außerdem Mitglied des Orchesters des Teatro Colón und Erste Fagottistin des Orquesta de Radio Nacional und des Orquesta Sinfónica Nacional. Sie gründete und leitete das Internationale Musikfestival und der Internationale Jugendorchesterfestival von Buenos Aires und war von 1997 bis 2001 Vizepräsidentin der International Double Reed Society (IDRS), deren 29. Konferenz 2000 in Buenos Aires sie leitete.
Als Teilnehmerin gewann Merenzon Erste Preise bei den Festivals Estímulo Cultural, Promociones Musicales, Jóvenes Solistas in Mar del Plata und der Bienal Nacional de Festivales Musicales. 1998 wurde sie vom American Biografical Institute als Frau des Jahres ausgezeichnet, 1999 erhielt sie den International Woman of the Year Award der Cambridge Biografical Institute sowie ein Ehrendiplom der Fundación Konex. 2005 ehrte sie auch das Diario Clarin als Frau des Jahres, außerdem erhielt sie in diesem Jahr auch einen Latin Grammy. Sie nahm 6 CDs als Solistin auf, darunter Latinoamerican Masterpieces, Fronteras Latinas und Merenzon... para fagot y orquesta und gab eine Sammlung lateinamerikanischer Fagottkompositionen Obras latinoamericanas para fagot Andrea Merenzon
heraus.